# John Willard Milnor

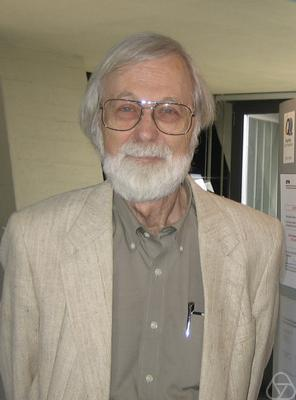
John Willard Milnor, 2007

John Willard Milnor (* 20. Februar 1931 in Orange, New Jersey) ist ein US-amerikanischer Mathematiker. Derzeit lehrt er Mathematik als Professor an der State University of New York at Stony Brook in New York und ist Co-Director am dortigen Institute for Mathematical Sciences.

## Leben
Milnor ist der Sohn eines Ingenieurs. Er studierte an der Princeton University, wo er auch 1954 bei Ralph Fox promovierte (über „link groups“, die Knotengruppen verallgemeinern). Noch als Student bewies er 1949 den Satz von Fáry und Milnor, der besagt, dass eine Raumkurve ein Unknoten ist, falls das Integral der Krümmung längs der geschlossenen Kurve ≤ 4π ist. Er löste damit eine Vermutung von 1947 von Karol Borsuk, während er Student von Albert W. Tucker war. Borsuk und unabhängig Werner Fenchel hatten bewiesen, dass die Gesamtkrümmung einer geschlossenen Raumkurve immer größer oder gleich 2π ist, wobei die Gleichheit nur gilt, falls die Kurve einen ebenen konvexen Bereich umrandet. Borsuk fragte dann, ob es Untergrenzen für die Krümmung verknoteter Kurven gebe. Seit Studententagen war Milnor auch mit John Nash befreundet, mit dem er sich zusammen mit Spieltheorie zu beschäftigen begann und dem er in späteren Jahren half, nach seiner Erkrankung eine Arbeit zu finden.
1960 wurde er Professor für Mathematik in Princeton und übernahm 1962 den Lehrstuhl. Im selben Jahr wurde ihm auf dem Internationalen Mathematikerkongress in Stockholm die Fields-Medaille verliehen für seine Beweisführung, dass auf der 7-dimensionalen Sphäre verschiedene differenzierbare Strukturen existieren können, sogenannte „exotische Sphären“ von denen die von ihm konstruierten Beispiele als Milnor-Sphären bezeichnet werden. Mit Michel Kervaire zeigte er, dass es genau 15 sind, mit Berücksichtigung der Orientierung 28. Dabei definieren beide erstmals die später nach ihnen benannten Kervaire-Milnor-Gruppen. Milnor beschäftigte sich auch mit der Topologie von Singularitäten, in der die exotischen Sphären ebenfalls eine Rolle spielen (u. a. Milnor-Faserung).
1961 fand er erste Hinweise für Gegenbeispiele (in Dimension 6) zur sogenannten Hauptvermutung (von Heinrich Tietze) über die Eindeutigkeit der Triangulierbarkeit topologischer Mannigfaltigkeiten. 1964 zeigte er, dass das Eigenwertspektrum des Laplace-Operators nicht ausreicht, kompakte Riemannsche Mannigfaltigkeiten bis auf Isometrie zu charakterisieren (sein Gegenbeispiel waren zwei 16-dimensionale Tori). Für Flächen führte das auf das Can one hear the shape of a drum? Problem von Mark Kac.
Für die Rand Corporation schrieb er auch Berichte über Spieltheorie, u. a. 1951 Games against nature, wobei es auch um Quantenmechanik geht. 1954 erschien mit Sum of positional games die erste Untersuchung nicht-neutraler Spiele der kombinatorischen Spieltheorie.
Milnors Bücher über algebraische Topologie und Differentialtopologie (oft nur hektographiert) gelten als Standardwerke.
Neben seinen Arbeiten zur Differentialtopologie trug er wesentlich zur Entwicklung der algebraischen K-Theorie bei. Ein weiteres Interessengebiet von Milnor ist die Dynamik, besonders die holomorphe Dynamik (Iteration holomorpher Funktionen).
Er ist mit der Topologin Dusa McDuff verheiratet.
Zu seinen Schülern zählen John N. Mather, Jonathan Sondow, Michael Spivak und Laurent Siebenmann.

## Auszeichnungen
Für seine Arbeit erhielt Milnor unter anderem folgende Preise und Ehrungen:
- 1955 – Sloan Research Fellow
- 1958 – Invited Speaker auf dem Internationalen Mathematikerkongress in Edinburgh (Bernoulli numbers, homotopy groups and a theorem of Rokhlin, mit Michel Kervaire)
- 1962 – Mitglied der American Academy of Arts and Sciences
- 1962 – Fields-Medaille
- 1963 – Mitglied der National Academy of Sciences
- 1965 – Mitglied der American Philosophical Society[5]
- 1967 – National Medal of Science
- 1982 – Leroy P. Steele Prize für Seminal Contribution to Research von der American Mathematical Society.
- 1989 – Wolf-Preis
- 1994 – Auswärtiges Mitglied der Russischen Akademie der Wissenschaften
- 2004 – Leroy P. Steele Prize für Mathematical Exposition von der American Mathematical Society.
- 2011 – Auswärtiges Mitglied der Norwegischen Akademie der Wissenschaften[6]
- 2011 – Leroy P. Steele Prize der American Mathematical Society für sein Lebenswerk.
- 2011 – Abelpreis  für seine grundlegenden Entdeckungen in der Topologie, Geometrie and Algebra.[7]
- 2020 – Lomonossow-Goldmedaille[8]